# 佐古氏
佐古氏（さこし）は、広島県、兵庫県、鳥取県を中心に全国に在中する日本の氏族である。